# Zona do Canal do Panamá
A Zona do Canal do Panamá (em espanhol Zona del Canal de Panamá) era um território de 1 432 km² (553 milhas²) dentro do Panamá, consistindo no Canal do Panamá e de uma área de 8,1 km (5 milhas) de largura de cada lado. Essa zona foi criada em 8 de novembro de 1903 com a assinatura do Tratado Hay-Bunau-Varilla.
De 1903 a 1977, o território foi controlado pelos Estados Unidos, que construiu e financiou a construção do canal. De 1977 a 1999, o canal esteve sob jurisdição conjunta dos EUA e do Panamá. Em 1977, os Tratados Torrijos-Carter estabeleceram a neutralidade do canal e a cessão do controle de toda a zona ao Panamá.
Durante o controle da zona do canal pelos Estados Unidos, o território, com exceção do canal propriamente dito, era usado principalmente para fins militares; no entanto, aproximadamente 3 mil civis estadunidenses (chamados "zonians") lá habitavam como residentes permanentes. O uso militar da zona pelos EUA acabou quando esta retornou ao controle panamenho. Ela é agora uma destinação turística, especialmente para navios de cruzeiros.
Existem duas pontes importantes na Zona do canal do Panamá: A Ponte das Américas, a mais antiga, e a Ponte Centenária, inaugurada em 2004. Ambas foram construídas sobre o canal com o propósito de proporcionar e facilitar o crescente tráfego entre as partes norte e sul do continente americano. A região também conta, ou já contou no passado, com pontes bem menores e mesmo, em alguns casos, pontes temporárias.
Um ilustre zonian é John McCain, o candidato republicano às eleições presidenciais americanas de 2008. Ele nasceu em 1936, enquanto a zona era de domínio estadunidense.

## Território
A Zona do Canal do Panamá estava localizada dentro do território do Panamá, consistindo no Canal do Panamá e uma área geralmente se estendendo por 5 milhas (8,0 km) em cada lado da linha central, mas excluindo a Cidade do Panamá e Colón, que de outra forma teriam caído em parte dentro dos limites da Zona do Canal. Quando lagos artificiais foram criados para garantir um suprimento constante de água para as eclusas, esses lagos foram incluídos dentro da zona. Sua fronteira abrangia duas províncias do Panamá: Colón e Panamá. A área total do território era de 553 milhas quadradas (1 430 km2).
Embora fosse um território dos Estados Unidos, a zona não tinha restrições formais de fronteira para os panamenhos que transitavam para metade de seu país, ou para quaisquer outros visitantes. Uma cerca do Canal do Panamá existia ao longo da rodovia principal, embora fosse apenas uma medida de segurança para separar os pedestres do tráfego, e parte do território dos EUA estava além dela. Na Cidade do Panamá, se não houvesse protestos interferindo no movimento, pode-se entrar na Zona simplesmente atravessando uma rua.

## Tensões e o fim da Zona do Canal
Em 1903, os Estados Unidos, não tendo conseguido obter da Colômbia o direito de construir um canal através do istmo do Panamá, que fazia parte daquele país, enviaram navios de guerra em apoio à independência panamenha da Colômbia. Conseguindo-se isso, a nova nação do Panamá cedeu aos americanos os direitos que eles queriam no Tratado Hay-Bunau-Varilla. Com o tempo, porém, a existência da Zona do Canal, um enclave político dos Estados Unidos que cortou geograficamente o Panamá ao meio e tinha seus próprios tribunais, polícia e governo civil, tornou-se uma causa de conflito entre os dois países. Grandes tumultos e confrontos ocorreram em 21 de maio de 1958 e em 3 de novembro de 1959. Manifestações ocorreram na inauguração da Thatcher Ferry Bridge, hoje conhecida como Ponte das Américas, em 1962 e graves tumultos ocorreram em janeiro de 1964. Isso levou os Estados Unidos a flexibilizar seus controles na Zona. Por exemplo, bandeiras panamenhas foram autorizadas a serem hasteadas ao lado das americanas. Após extensas negociações, a Zona do Canal deixou de existir em 1 de outubro de 1979, em conformidade com as disposições dos Tratados Torrijos-Carter.

## Cidadania
Embora a Zona do Canal do Panamá fosse território legal dos Estados Unidos até a implementação dos Tratados Torrijos-Carter em 1979, surgiram questões quase desde o seu início sobre se era considerada parte dos Estados Unidos para fins constitucionais, ou, na frase da época, se a Constituição seguia a bandeira. Em 1901, a Suprema Corte dos EUA decidiu no caso Downes v. Bidwell que territórios não incorporados não são os Estados Unidos.  Em 28 de julho de 1904, o Controlador do Tesouro Robert Tracewell declarou: "Embora o espírito geral e o propósito da Constituição sejam aplicáveis à zona, esse domínio não faz parte dos Estados Unidos dentro do pleno significado da Constituição e das leis do país". Assim, a Suprema Corte decidiu em 1905 no caso Rasmussen v. United States que a Constituição completa só se aplica aos territórios incorporados dos Estados Unidos.
O tratado com o Panamá não fazia menção ao status de nacionalidade dos habitantes nativos da Zona. De acordo com os princípios do direito internacional, eles se tornaram cidadãos americanos não cidadãos, a menos que optassem por manter sua nacionalidade anterior. Filhos de cidadãos americanos não cidadãos geralmente adquiriram o status de seus pais. No entanto, para a maioria dos propósitos de nacionalidade, a Zona do Canal foi considerada território estrangeiro e o status que as pessoas adquiriram no nascimento foi regido pela Seção 1993 dos Estatutos Revistos dos Estados Unidos (Lei de 10 de fevereiro de 1855, 10 Stat. 604), que lhes concedeu cidadania legal dos EUA no nascimento, mas apenas se seus pais fossem, na época do nascimento da criança, cidadãos americanos que já haviam residido nos Estados Unidos. Em 1934, a lei foi alterada para permitir que a cidadania fosse adquirida no nascimento por meio de qualquer um dos pais se o pai fosse um cidadão americano que tivesse residido anteriormente nos Estados Unidos. Em 1937, uma nova lei (Lei de 4 de agosto de 1937, 50 Stat. 558) foi promulgada para fornecer a cidadania americana a pessoas nascidas na Zona do Canal (desde 1904) de um pai cidadão dos EUA sem que esse pai precisasse ter residido anteriormente nos Estados Unidos.  A lei está agora codificada sob o título 8, seção 1 403. Ele não apenas concede cidadania legal e declaratória para aqueles nascidos na Zona do Canal após 26 de fevereiro de 1904, de pelo menos um pai cidadão dos EUA, mas também o faz retroativamente para todas as crianças nascidas de pelo menos um cidadão dos EUA na Zona do Canal antes da promulgação da lei.
Quando John McCain, nascido na Zona em 1936, filho de pais norte-americanos, se tornou o candidato presidencial do Partido Republicano em 2008, houve um pequeno debate sobre se ele cumpria o requisito de "cidadão nato" da presidência. O Senado dos EUA aprovou uma resolução não vinculante que ele fez.